# Pygophora intermedia
Pygophora intermedia är en tvåvingeart som beskrevs av Crosskey 1962. Pygophora intermedia ingår i släktet Pygophora och familjen husflugor. Inga underarter finns listade i Catalogue of Life.